# Milionia cyaneifera
Milionia cyaneifera là một loài bướm đêm trong họ Geometridae.